# Quebrada de La Concordia
La quebrada de La Concordia o río Caunire es un curso intermitente de agua que fluye en la Región de Arica y Parinacota que también recibe afluentes desde Perú por lo que su cuenca hidrográfica tiene la categoría de ser compartida por Chile y Perú.: 15  Su desembocadura es en el océano Pacífico.

## Límites y trayecto
La quebrada limita al norte con la hoya del río Caplina y la de la quebrada Escritos, al este y al sur con la hoya del río Lluta. Tiene su origen en falda occidental de la Sierra de Guailillas, entre los cerros Lampallares (4250 m) y Alto de Puquios (3750 m). Para atravesar los llanos de Chacalluta (esto es entre el Caplina y el Lluta), ha abierto un surco de 3 m de profundidad en el desierto con un rumbo SO hasta su desembocadura inmediatamente al norte de la del río Lluta.
Las cuencas Escritos, Concordia, Lluta, Azapa, Vítor, Camarones y Camiña son las 7 cuencas más septentrionales de Chile, todas ellas adyacentes, exorreicas y de carácter andino (reciben aguas de la cordillera de los Andes) y las llevan sus caudales hasta el océano Pacífico, aunque algunas no siempre llegan cargadas al mar. Las dos primeras cuencas, Escritos y Concordia, limitan al este con los cabezales de la cuenca del río Lluta y el Lluta a su vez limita al oriente con la gran cuenca del Sistema endorreico Titicaca-Desaguadero-Poopó-Salar de Coipasa que habita el centro de América del Sur.
Al sur de estas siete cuencas chilenas continúa sobre la depresión intermedia la Pampa del Tamarugal que es una cuenca endorreica y sobre las planicies litorales solo hay cuencas costeras arreicas o con algunas aguadas. El límite oriental de estas cuencas es la cordillera occidental de los Andes, con excepción del río Lluta que nace en el centro de la cordillera.

## Red hidrográfica

Diagrama unifilar de la red hidrográfica de las cuencas de la quebrada de Escritos y La Concordia, ambas compartidas entre Chile y Perú.

## Caudal y régimen
Su caudal superficial es muy poco frecuente y de corta duración, causado por las lluvias estivales de la alta cordillera en años excepcionalmente lluviosos.: 15  Otra fuente indica que en el lado chileno no fluye el régimen natural porque en la parte superior de la cuenca, en territorio peruano, sus aguas son controladas y utilizadas y fluyen hacia Chile solo las que no se necesitan.: 23 

## Población, economía y ecología
Su desembocadura corta el humedal de la desembocadura del río Lluta y a su lado norte se ubica el aeropuerto de Chacalluta, el terminal aéreo de la ciudad de Arica.